# Список астероїдів (14701—14800)
| Назва                            | Тимчасове позначення | Дата відкриття  | Місце відкриття             | Відкривач                                              |
| -------------------------------- | -------------------- | --------------- | --------------------------- | ------------------------------------------------------ |
| 14701 Aizu                       | 2000 AO240           | 7 січня 2000    | Станція Андерсон-Меса       | LONEOS                                                 |
| 14702 Бенкларк (Benclark)        | 2000 AY242           | 7 січня 2000    | Станція Андерсон-Меса       | LONEOS                                                 |
| (14703) 2000 AX243               | 2000 AX243           | 7 січня 2000    | Сокорро (Нью-Мексико)       | LINEAR                                                 |
| (14704) 2000 CE2                 | 2000 CE2             | 2 лютого 2000   | Обсерваторія Оїдзумі        | Такао Кобаяші                                          |
| (14705) 2000 CG2                 | 2000 CG2             | 2 лютого 2000   | Обсерваторія Оїдзумі        | Такао Кобаяші                                          |
| (14706) 2000 CQ2                 | 2000 CQ2             | 4 лютого 2000   | Обсерваторія Оїдзумі        | Такао Кобаяші                                          |
| (14707) 2000 CC20                | 2000 CC20            | 2 лютого 2000   | Сокорро (Нью-Мексико)       | LINEAR                                                 |
| 14708 Славен (Slaven)            | 2000 CU26            | 2 лютого 2000   | Сокорро (Нью-Мексико)       | LINEAR                                                 |
| (14709) 2000 CO29                | 2000 CO29            | 2 лютого 2000   | Сокорро (Нью-Мексико)       | LINEAR                                                 |
| (14710) 2000 CC33                | 2000 CC33            | 2 лютого 2000   | Сокорро (Нью-Мексико)       | LINEAR                                                 |
| (14711) 2000 CG36                | 2000 CG36            | 2 лютого 2000   | Сокорро (Нью-Мексико)       | LINEAR                                                 |
| (14712) 2000 CO51                | 2000 CO51            | 2 лютого 2000   | Сокорро (Нью-Мексико)       | LINEAR                                                 |
| (14713) 2000 CS63                | 2000 CS63            | 2 лютого 2000   | Сокорро (Нью-Мексико)       | LINEAR                                                 |
| (14714) 2000 CQ65                | 2000 CQ65            | 4 лютого 2000   | Сокорро (Нью-Мексико)       | LINEAR                                                 |
| (14715) 2000 CD71                | 2000 CD71            | 7 лютого 2000   | Сокорро (Нью-Мексико)       | LINEAR                                                 |
| (14716) 2000 CX81                | 2000 CX81            | 4 лютого 2000   | Сокорро (Нью-Мексико)       | LINEAR                                                 |
| (14717) 2000 CJ82                | 2000 CJ82            | 4 лютого 2000   | Сокорро (Нью-Мексико)       | LINEAR                                                 |
| (14718) 2000 CX83                | 2000 CX83            | 4 лютого 2000   | Сокорро (Нью-Мексико)       | LINEAR                                                 |
| 14719 Собі (Sobey)               | 2000 CB85            | 4 лютого 2000   | Сокорро (Нью-Мексико)       | LINEAR                                                 |
| (14720) 2000 CQ85                | 2000 CQ85            | 4 лютого 2000   | Сокорро (Нью-Мексико)       | LINEAR                                                 |
| (14721) 2000 CW91                | 2000 CW91            | 6 лютого 2000   | Сокорро (Нью-Мексико)       | LINEAR                                                 |
| (14722) 2000 CK92                | 2000 CK92            | 6 лютого 2000   | Сокорро (Нью-Мексико)       | LINEAR                                                 |
| (14723) 2000 CB93                | 2000 CB93            | 6 лютого 2000   | Сокорро (Нью-Мексико)       | LINEAR                                                 |
| 14724 SNO                        | 2000 CA100           | 10 лютого 2000  | Обсерваторія Кітт-Пік       | Spacewatch                                             |
| (14725) 2000 DC3                 | 2000 DC3             | 27 лютого 2000  | Обсерваторія Оїдзумі        | Такао Кобаяші                                          |
| (14726) 2000 DD3                 | 2000 DD3             | 27 лютого 2000  | Обсерваторія Оїдзумі        | Такао Кобаяші                                          |
| 14727 Саггс (Suggs)              | 2000 DU11            | 27 лютого 2000  | Обсерваторія Кітт-Пік       | Spacewatch                                             |
| 14728 Schuchardt                 | 2000 DY14            | 26 лютого 2000  | Каталінський огляд          | Каталінський огляд                                     |
| (14729) 2000 DK16                | 2000 DK16            | 29 лютого 2000  | Вішнянська обсерваторія     | Корадо Корлевіч                                        |
| (14730) 2000 DS19                | 2000 DS19            | 29 лютого 2000  | Сокорро (Нью-Мексико)       | LINEAR                                                 |
| (14731) 2000 DY68                | 2000 DY68            | 29 лютого 2000  | Сокорро (Нью-Мексико)       | LINEAR                                                 |
| (14732) 2000 DX71                | 2000 DX71            | 29 лютого 2000  | Сокорро (Нью-Мексико)       | LINEAR                                                 |
| (14733) 2000 DV74                | 2000 DV74            | 29 лютого 2000  | Сокорро (Нью-Мексико)       | LINEAR                                                 |
| 14734 Сьюзенстокер (Susanstoker) | 2000 DZ78            | 29 лютого 2000  | Сокорро (Нью-Мексико)       | LINEAR                                                 |
| (14735) 2000 DV86                | 2000 DV86            | 29 лютого 2000  | Сокорро (Нью-Мексико)       | LINEAR                                                 |
| (14736) 2000 DW97                | 2000 DW97            | 29 лютого 2000  | Сокорро (Нью-Мексико)       | LINEAR                                                 |
| (14737) 2000 DU99                | 2000 DU99            | 29 лютого 2000  | Сокорро (Нью-Мексико)       | LINEAR                                                 |
| (14738) 2000 DW106               | 2000 DW106           | 29 лютого 2000  | Сокорро (Нью-Мексико)       | LINEAR                                                 |
| 14739 Edgarchavez                | 2000 EF21            | 3 березня 2000  | Каталінський огляд          | Каталінський огляд                                     |
| (14740) 2000 ED32                | 2000 ED32            | 5 березня 2000  | Сокорро (Нью-Мексико)       | LINEAR                                                 |
| 14741 Teamequinox                | 2000 EQ49            | 9 березня 2000  | Сокорро (Нью-Мексико)       | LINEAR                                                 |
| (14742) 2000 EQ56                | 2000 EQ56            | 8 березня 2000  | Сокорро (Нью-Мексико)       | LINEAR                                                 |
| (14743) 2016 P-L                 | 2016 P-L             | 24 вересня 1960 | Паломарська обсерваторія    | К. Й. ван Гаутен, І. ван Гаутен-Ґроневельд, Т. Герельс |
| (14744) 2092 P-L                 | 2092 P-L             | 26 вересня 1960 | Паломарська обсерваторія    | К. Й. ван Гаутен, І. ван Гаутен-Ґроневельд, Т. Герельс |
| (14745) 2154 P-L                 | 2154 P-L             | 24 вересня 1960 | Паломарська обсерваторія    | К. Й. ван Гаутен, І. ван Гаутен-Ґроневельд, Т. Герельс |
| (14746) 2164 P-L                 | 2164 P-L             | 26 вересня 1960 | Паломарська обсерваторія    | К. Й. ван Гаутен, І. ван Гаутен-Ґроневельд, Т. Герельс |
| (14747) 2541 P-L                 | 2541 P-L             | 24 вересня 1960 | Паломарська обсерваторія    | К. Й. ван Гаутен, І. ван Гаутен-Ґроневельд, Т. Герельс |
| (14748) 2620 P-L                 | 2620 P-L             | 24 вересня 1960 | Паломарська обсерваторія    | К. Й. ван Гаутен, І. ван Гаутен-Ґроневельд, Т. Герельс |
| (14749) 2626 P-L                 | 2626 P-L             | 26 вересня 1960 | Паломарська обсерваторія    | К. Й. ван Гаутен, І. ван Гаутен-Ґроневельд, Т. Герельс |
| (14750) 2654 P-L                 | 2654 P-L             | 24 вересня 1960 | Паломарська обсерваторія    | К. Й. ван Гаутен, І. ван Гаутен-Ґроневельд, Т. Герельс |
| (14751) 2688 P-L                 | 2688 P-L             | 24 вересня 1960 | Паломарська обсерваторія    | К. Й. ван Гаутен, І. ван Гаутен-Ґроневельд, Т. Герельс |
| (14752) 3005 P-L                 | 3005 P-L             | 24 вересня 1960 | Паломарська обсерваторія    | К. Й. ван Гаутен, І. ван Гаутен-Ґроневельд, Т. Герельс |
| (14753) 4592 P-L                 | 4592 P-L             | 24 вересня 1960 | Паломарська обсерваторія    | К. Й. ван Гаутен, І. ван Гаутен-Ґроневельд, Т. Герельс |
| (14754) 4806 P-L                 | 4806 P-L             | 24 вересня 1960 | Паломарська обсерваторія    | К. Й. ван Гаутен, І. ван Гаутен-Ґроневельд, Т. Герельс |
| (14755) 6069 P-L                 | 6069 P-L             | 24 вересня 1960 | Паломарська обсерваторія    | К. Й. ван Гаутен, І. ван Гаутен-Ґроневельд, Т. Герельс |
| (14756) 6232 P-L                 | 6232 P-L             | 24 вересня 1960 | Паломарська обсерваторія    | К. Й. ван Гаутен, І. ван Гаутен-Ґроневельд, Т. Герельс |
| (14757) 6309 P-L                 | 6309 P-L             | 24 вересня 1960 | Паломарська обсерваторія    | К. Й. ван Гаутен, І. ван Гаутен-Ґроневельд, Т. Герельс |
| (14758) 6519 P-L                 | 6519 P-L             | 24 вересня 1960 | Паломарська обсерваторія    | К. Й. ван Гаутен, І. ван Гаутен-Ґроневельд, Т. Герельс |
| (14759) 6520 P-L                 | 6520 P-L             | 24 вересня 1960 | Паломарська обсерваторія    | К. Й. ван Гаутен, І. ван Гаутен-Ґроневельд, Т. Герельс |
| (14760) 6595 P-L                 | 6595 P-L             | 24 вересня 1960 | Паломарська обсерваторія    | К. Й. ван Гаутен, І. ван Гаутен-Ґроневельд, Т. Герельс |
| (14761) 6608 P-L                 | 6608 P-L             | 24 вересня 1960 | Паломарська обсерваторія    | К. Й. ван Гаутен, І. ван Гаутен-Ґроневельд, Т. Герельс |
| (14762) 6647 P-L                 | 6647 P-L             | 26 вересня 1960 | Паломарська обсерваторія    | К. Й. ван Гаутен, І. ван Гаутен-Ґроневельд, Т. Герельс |
| (14763) 6793 P-L                 | 6793 P-L             | 24 вересня 1960 | Паломарська обсерваторія    | К. Й. ван Гаутен, І. ван Гаутен-Ґроневельд, Т. Герельс |
| 14764 Kilauea                    | 7072 P-L             | 17 жовтня 1960  | Паломарська обсерваторія    | К. Й. ван Гаутен, І. ван Гаутен-Ґроневельд, Т. Герельс |
| (14765) 9519 P-L                 | 9519 P-L             | 17 жовтня 1960  | Паломарська обсерваторія    | К. Й. ван Гаутен, І. ван Гаутен-Ґроневельд, Т. Герельс |
| (14766) 9594 P-L                 | 9594 P-L             | 17 жовтня 1960  | Паломарська обсерваторія    | К. Й. ван Гаутен, І. ван Гаутен-Ґроневельд, Т. Герельс |
| (14767) 1137 T-1                 | 1137 T-1             | 25 березня 1971 | Паломарська обсерваторія    | К. Й. ван Гаутен, І. ван Гаутен-Ґроневельд, Т. Герельс |
| (14768) 1238 T-1                 | 1238 T-1             | 25 березня 1971 | Паломарська обсерваторія    | К. Й. ван Гаутен, І. ван Гаутен-Ґроневельд, Т. Герельс |
| (14769) 2175 T-1                 | 2175 T-1             | 25 березня 1971 | Паломарська обсерваторія    | К. Й. ван Гаутен, І. ван Гаутен-Ґроневельд, Т. Герельс |
| (14770) 2198 T-1                 | 2198 T-1             | 25 березня 1971 | Паломарська обсерваторія    | К. Й. ван Гаутен, І. ван Гаутен-Ґроневельд, Т. Герельс |
| (14771) 4105 T-1                 | 4105 T-1             | 26 березня 1971 | Паломарська обсерваторія    | К. Й. ван Гаутен, І. ван Гаутен-Ґроневельд, Т. Герельс |
| (14772) 4195 T-1                 | 4195 T-1             | 26 березня 1971 | Паломарська обсерваторія    | К. Й. ван Гаутен, І. ван Гаутен-Ґроневельд, Т. Герельс |
| (14773) 4264 T-1                 | 4264 T-1             | 26 березня 1971 | Паломарська обсерваторія    | К. Й. ван Гаутен, І. ван Гаутен-Ґроневельд, Т. Герельс |
| (14774) 4845 T-1                 | 4845 T-1             | 13 травня 1971  | Паломарська обсерваторія    | К. Й. ван Гаутен, І. ван Гаутен-Ґроневельд, Т. Герельс |
| (14775) 1139 T-2                 | 1139 T-2             | 29 вересня 1973 | Паломарська обсерваторія    | К. Й. ван Гаутен, І. ван Гаутен-Ґроневельд, Т. Герельс |
| (14776) 1282 T-2                 | 1282 T-2             | 29 вересня 1973 | Паломарська обсерваторія    | К. Й. ван Гаутен, І. ван Гаутен-Ґроневельд, Т. Герельс |
| (14777) 2078 T-2                 | 2078 T-2             | 29 вересня 1973 | Паломарська обсерваторія    | К. Й. ван Гаутен, І. ван Гаутен-Ґроневельд, Т. Герельс |
| (14778) 2216 T-2                 | 2216 T-2             | 29 вересня 1973 | Паломарська обсерваторія    | К. Й. ван Гаутен, І. ван Гаутен-Ґроневельд, Т. Герельс |
| (14779) 3072 T-2                 | 3072 T-2             | 30 вересня 1973 | Паломарська обсерваторія    | К. Й. ван Гаутен, І. ван Гаутен-Ґроневельд, Т. Герельс |
| (14780) 1078 T-3                 | 1078 T-3             | 17 жовтня 1977  | Паломарська обсерваторія    | К. Й. ван Гаутен, І. ван Гаутен-Ґроневельд, Т. Герельс |
| (14781) 1107 T-3                 | 1107 T-3             | 17 жовтня 1977  | Паломарська обсерваторія    | К. Й. ван Гаутен, І. ван Гаутен-Ґроневельд, Т. Герельс |
| (14782) 3149 T-3                 | 3149 T-3             | 16 жовтня 1977  | Паломарська обсерваторія    | К. Й. ван Гаутен, І. ван Гаутен-Ґроневельд, Т. Герельс |
| (14783) 3152 T-3                 | 3152 T-3             | 16 жовтня 1977  | Паломарська обсерваторія    | К. Й. ван Гаутен, І. ван Гаутен-Ґроневельд, Т. Герельс |
| (14784) 3268 T-3                 | 3268 T-3             | 16 жовтня 1977  | Паломарська обсерваторія    | К. Й. ван Гаутен, І. ван Гаутен-Ґроневельд, Т. Герельс |
| (14785) 3508 T-3                 | 3508 T-3             | 16 жовтня 1977  | Паломарська обсерваторія    | К. Й. ван Гаутен, І. ван Гаутен-Ґроневельд, Т. Герельс |
| (14786) 4052 T-3                 | 4052 T-3             | 16 жовтня 1977  | Паломарська обсерваторія    | К. Й. ван Гаутен, І. ван Гаутен-Ґроневельд, Т. Герельс |
| (14787) 5038 T-3                 | 5038 T-3             | 16 жовтня 1977  | Паломарська обсерваторія    | К. Й. ван Гаутен, І. ван Гаутен-Ґроневельд, Т. Герельс |
| (14788) 5172 T-3                 | 5172 T-3             | 16 жовтня 1977  | Паломарська обсерваторія    | К. Й. ван Гаутен, І. ван Гаутен-Ґроневельд, Т. Герельс |
| 14789 ГАІШ (GAISH)               | 1969 TY1             | 8 жовтня 1969   | КрАО                        | Черних Людмила Іванівна                                |
| 14790 Белецький (Beletskij)      | 1970 OF              | 30 липня 1970   | КрАО                        | Смирнова Тамара Михайлівна                             |
| 14791 Atreus                     | 1973 SU              | 19 вересня 1973 | Паломарська обсерваторія    | К. Й. ван Гаутен, І. ван Гаутен-Ґроневельд, Т. Герельс |
| 14792 Thyestes                   | 1973 SG1             | 24 вересня 1973 | Паломарська обсерваторія    | К. Й. ван Гаутен, І. ван Гаутен-Ґроневельд, Т. Герельс |
| (14793) 1975 SE2                 | 1975 SE2             | 30 вересня 1975 | Паломарська обсерваторія    | Ш. Дж. Бас                                             |
| 14794 Конетський (Konetskiy)     | 1976 SD5             | 24 вересня 1976 | КрАО                        | Черних Микола Степанович                               |
| 14795 Сьойо (Syoyou)             | 1977 EE7             | 12 березня 1977 | Обсерваторія Кісо           | Хірокі Косаї, Кіїтіро Фурукава                         |
| (14796) 1977 XF2                 | 1977 XF2             | 7 грудня 1977   | Паломарська обсерваторія    | Ш. Дж. Бас                                             |
| (14797) 1977 XZ2                 | 1977 XZ2             | 7 грудня 1977   | Паломарська обсерваторія    | Ш. Дж. Бас                                             |
| (14798) 1978 UW4                 | 1978 UW4             | 27 жовтня 1978  | Паломарська обсерваторія    | Мішель Олмстід                                         |
| (14799) 1979 MS2                 | 1979 MS2             | 25 червня 1979  | Обсерваторія Сайдинг-Спрінг | Е. Гелін, Ш. Дж. Бас                                   |
| (14800) 1979 MP4                 | 1979 MP4             | 25 червня 1979  | Обсерваторія Сайдинг-Спрінг | Е. Гелін, Ш. Дж. Бас                                   |

| ← Астероїди 10001—20000 → |             |             |             |             |             |             |             |             |             |
| 10001—10100               | 11001—11100 | 12001—12100 | 13001—13100 | 14001—14100 | 15001—15100 | 16001—16100 | 17001—17100 | 18001—18100 | 19001—19100 |
| 10101—10200               | 11101—11200 | 12101—12200 | 13101—13200 | 14101—14200 | 15101—15200 | 16101—16200 | 17101—17200 | 18101—18200 | 19101—19200 |
| 10201—10300               | 11201—11300 | 12201—12300 | 13201—13300 | 14201—14300 | 15201—15300 | 16201—16300 | 17201—17300 | 18201—18300 | 19201—19300 |
| 10301—10400               | 11301—11400 | 12301—12400 | 13301—13400 | 14301—14400 | 15301—15400 | 16301—16400 | 17301—17400 | 18301—18400 | 19301—19400 |
| 10401—10500               | 11401—11500 | 12401—12500 | 13401—13500 | 14401—14500 | 15401—15500 | 16401—16500 | 17401—17500 | 18401—18500 | 19401—19500 |
| 10501—10600               | 11501—11600 | 12501—12600 | 13501—13600 | 14501—14600 | 15501—15600 | 16501—16600 | 17501—17600 | 18501—18600 | 19501—19600 |
| 10601—10700               | 11601—11700 | 12601—12700 | 13601—13700 | 14601—14700 | 15601—15700 | 16601—16700 | 17601—17700 | 18601—18700 | 19601—19700 |
| 10701—10800               | 11701—11800 | 12701—12800 | 13701—13800 | 14701—14800 | 15701—15800 | 16701—16800 | 17701—17800 | 18701—18800 | 19701—19800 |
| 10801—10900               | 11801—11900 | 12801—12900 | 13801—13900 | 14801—14900 | 15801—15900 | 16801—16900 | 17801—17900 | 18801—18900 | 19801—19900 |
| 10901—11000               | 11901—12000 | 12901—13000 | 13901—14000 | 14901—15000 | 15901—16000 | 16901—17000 | 17901—18000 | 18901—19000 | 19901—20000 |